# Tricongius granadensis
Tricongius granadensis är en spindelart som beskrevs av Cândido Firmino de Mello-Leitão 1941. 
Tricongius granadensis ingår i släktet Tricongius och familjen Prodidomidae. Artens utbredningsområde är Colombia. Inga underarter finns listade i Catalogue of Life.